# São Jerónimo e Maria Madalena (Bernini)
São Jerónimo e Maria Madalena são duas esculturas de mármore produzidas pelo artista italiano Gian Lorenzo Bernini entre 1661 e 1663, sob encomenda do Papa Alexandre VII. As estátuas fazem parte da Capela Chigi (projetada por Bernini), na Catedral de Siena, onde estão em exibição até hoje. Lá estão também obras de outros artistas da oficina de Bernini, como uma escultura de Santa Catarina de Siena, de Ercole Ferrata, e outra de São Bernardo de Siena, de Antonio Raggi.
Bernini começou a trabalhar nas obras em 1661, em Roma, concluindo-as em 1663 com a entrega das estátuas em Siena. Recebeu 2 185 escudos romanos pelo seu trabalho, embora provavelmente tenha recebido ajuda considerável na produção das esculturas.